# Dino (Danoninho)
Dino é um dinossauro fictício mascote e garoto propaganda da marca infantil Danoninho, derivado da francesa "Danino", ambas pertencentes a Danone.
O personagem foi originalmente criado no México em 1994 como um dinossauro gordo e azul, sendo introduzido no Brasil em 2002 onde teve seus primeiros comerciais dirigidos por Cao Hamburger sendo redesignado verde. O personagem permaneceu com a mesma aparência até por volta de 2010 quando o personagem começou a ser redesenhado com uma aparência mais humanizada e infantil e passando a usar roupas. Ele frequentemente aparece como um personagem de desenho animado interagindo com atores infantis nos comerciais.
Em algumas versões internacionais, onde o produto é vendido sob o nome de Danino, o personagem é azul. Em 2015, ganhou uma série de animação para TV nos canais Disney Junior e Disney Channel, chamada Dino Aventuras.